# Distrikt Maseru
Der Distrikt Maseru ist die einwohnerstärkste Verwaltungseinheit innerhalb des im südlichen Afrika gelegenen Lesotho. Rund ein Viertel der Bevölkerung des Landes lebt dort.

## Geographie
Der Distrikt Maseru liegt im Westen Lesothos. Er umfasst eine Fläche von 4279 km². 2016 lebten dort 519.186 Einwohner. Maseru ist der lesothische Distrikt mit der höchsten Bevölkerungsdichte.
Von Nord nach Süd, im Uhrzeigersinn, grenzt der Distrikt Maseru an die Distrikte  Berea, Thaba-Tseka, Mohale’s Hoek und Mafeteng. Im Westen bildet der Fluss Caledon (Sesotho: mohokare) die Grenze zur südafrikanischen Provinz Freistaat. 
Während der Distrikt im Westen große Anteile der dicht bevölkerten lesothischen Lowlands enthält, liegt der östliche Teil des Distrikts in den Highlands oder Maloti Mountains, also oft schwer zugänglichen Bergregionen. Die niedrigste Höhe beträgt etwa 1400 Meter im Südwesten des Distrikts. Der höchste Berg des Distrikts ist der 2886 Meter hohe Machache, der der markanteste Teil der Front Range ist, der westlichsten Bergkette der Highlands.

### Ortschaften

#### Maseru

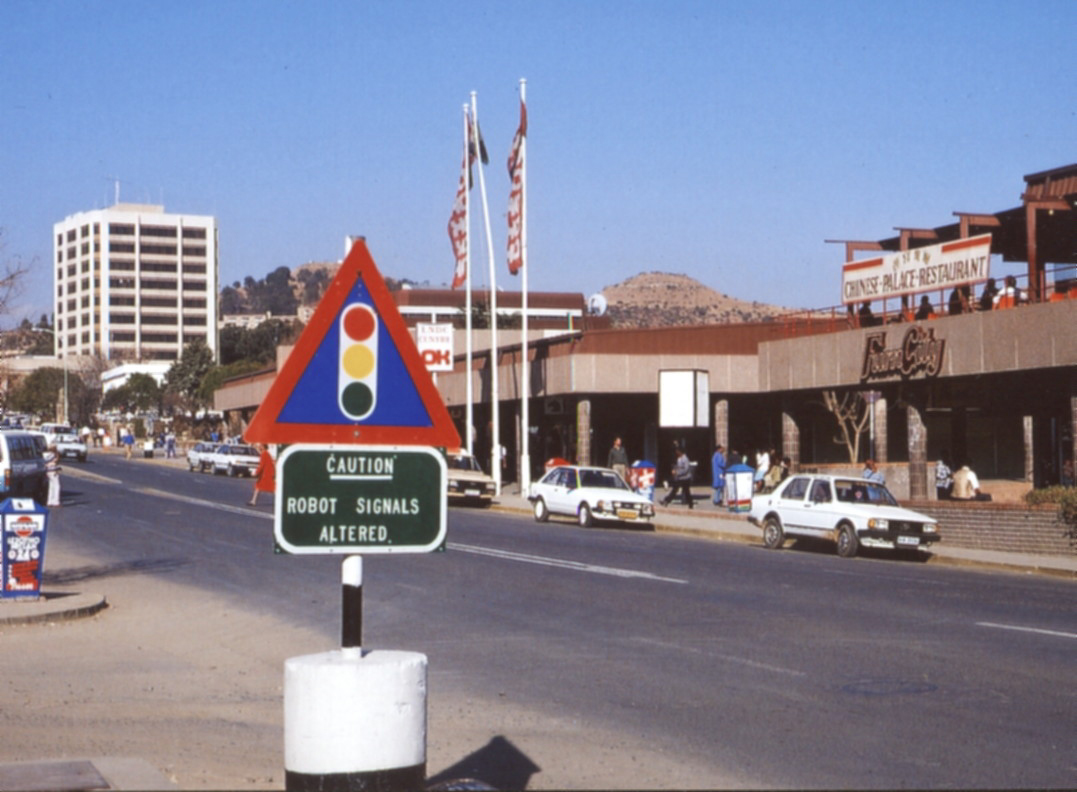
Hauptstraße in Maseru (1991)

Maseru ist die Hauptstadt Lesothos. Die Stadt ist gleichzeitig die bei weitem einwohnerstärkste des Landes sowie Wirtschaftszentrum Lesothos. Ferner ist Maseru Sitz der Distriktverwaltung.

#### Roma
In Roma, 35 Kilometer südöstlich von Maseru, befindet sich mit der National University of Lesotho die einzige Universität Lesothos. Außerdem ist der Ort die Keimzelle der römisch-katholischen Kirche im heutigen Lesotho.

#### Morija
Morija liegt etwa 40 Kilometer südlich von Maseru. Hier wurde 1833 von französischen Missionaren die erste Mission unter Moshoeshoe I. gegründet. Bis heute ist Morija das Zentrum der Lesotho Evangelical Church. Alljährlich findet hier das Morija Arts & Cultural Festival statt. Der Ort ist nach dem biblischen Ort Moriah – heute: Jerusalemer Tempelberg – benannt, an dem Abraham seinen Sohn Isaak opfern sollte.

#### Thaba Bosiu

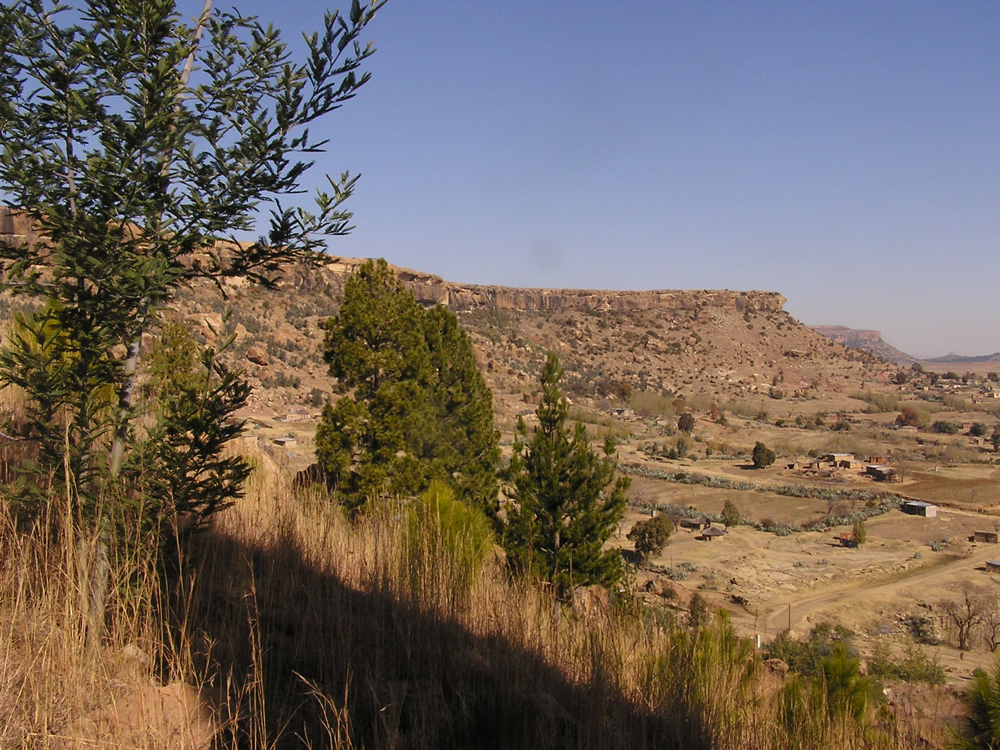
Thaba Bosiu

Thaba Bosiu (deutsch etwa: Berg bei Nacht) liegt etwa 20 Kilometer östlich von Maseru. Der Ort war von 1824 bis 1870 Sitz des Oberhaupts Moshoeshoe I. 1837 wurde dort die zweite Missionsstation des Landes gegründet. Auf dem Plateau oberhalb des Ortes gab es Sicherheit vor anstürmenden Truppen – dieses Plateau konnte nie eingenommen werden, so dass die Basotho-Nation nie von feindlichen Mächten unterworfen werden konnte. Noch heute wird der Ort als Nationalheiligtum verehrt.

#### Matsieng
Das ländliche Matsieng östlich von Morija ist der Sitz der Königsdynastie. Hier gibt es einige landwirtschaftliche Projekte mit Vorbildcharakter und allgemein eine gute Infrastruktur. Er wurde 1858 von Letsie I., einem Sohn Moshoeshoes I., gegründet. Der Name bedeutet „Der Ort von Letsies Leuten“.

#### Mazenod
Mazenod liegt etwa 16 Kilometer südlich von Maseru an der Hauptstraße. Seit 1930 ist es Sitz einer Druckerei, die der römisch-katholischen Kirche in Lesotho gehört. Seither wird dort die Wochenzeitung Moeletsi oa Basotho herausgegeben. In der Nähe befindet sich der Moshoeshoe I. International Airport. 

#### Ha Khotso
In der Nähe des Dorfes Ha Khotso nördlich von Roma findet man die bekanntesten Höhlenzeichnungen Lesothos. Die Stelle heißt Ha Baroana (deutsch: die kleinen San). Die Zeichnungen sind vermutlich einige hundert Jahre alt. In einer überhängenden Wand findet man zahlreiche kunstvolle Darstellungen der damaligen Jagdbeute wie Gnus und andere Antilopen.

#### Semonkong

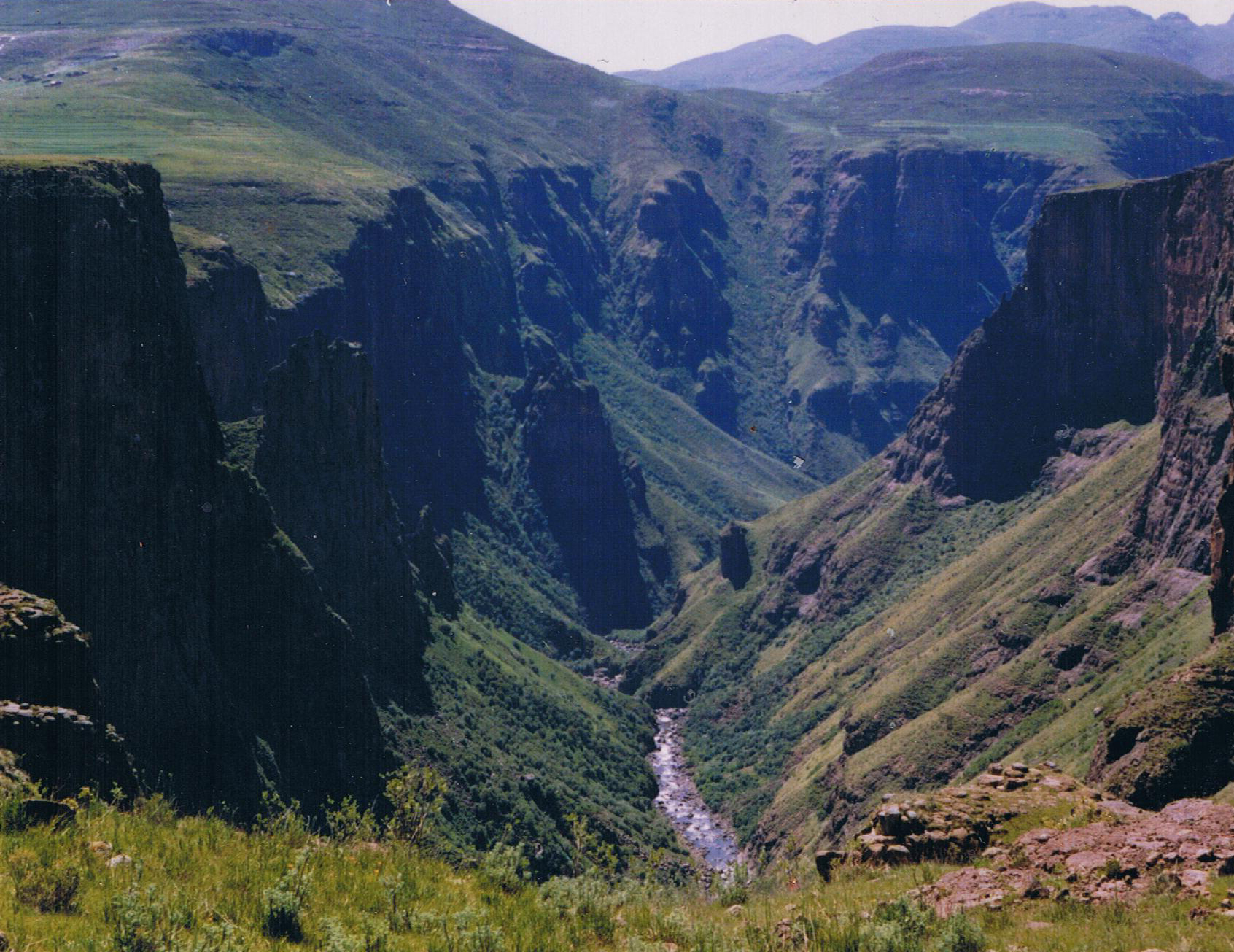
Landschaft im Südosten des Distrikts am Maletsunyane

Bedeutendster Ort des Distrikts Maseru in den Highlands ist Semonkong mit 7856 Einwohnern (Stand 2016). Im Ort findet man Touristenunterkünfte, denn in der Nähe liegt der Maletsunyane-Wasserfall, mit etwa 192 Metern Fallhöhe der höchste einstufige Wasserfall des südlichen Afrika. Semonkong selbst liegt etwa 2200 Meter über dem Meeresspiegel.

### Community Councils
Die Community Councils (etwa: Gemeinden) sind Abia, Likalaneng, Lilala, Lithabaneng, Lithoteng, Makheka, Makhoarane, Makhalaneng, Makolopetsane, Manonyane, Maseru Central, Mazenod, Mohlakeng, Motimposo, Nyakosoba, Qiloane, Qoaling, Ratau, Ribaneng, Semonkong, Stadium Area und Telle.